# Melchiorre Ferraiolo

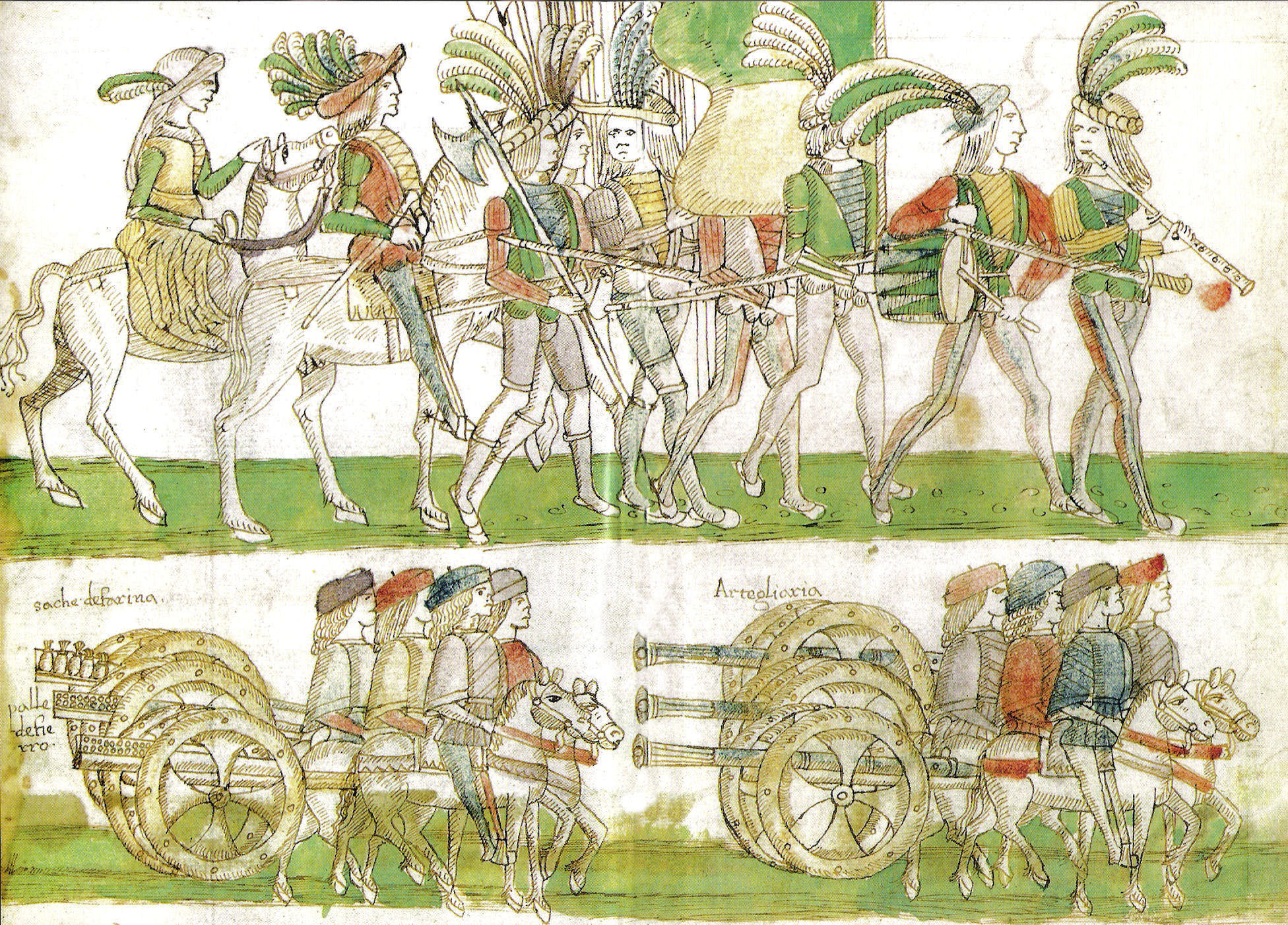
Karel VIII van Frankrijk verovert Napels. Illustratie uit de Cronaca del Ferraiolo.

Melchiorre Ferraiolo (Napels, circa 1443 – aldaar, circa 1498) was een kroniekschrijver in het koninkrijk Napels. Ferraiolo bleef trouw aan het heersende Aragonees Huis Trastámara, ondanks de oorlogen en bedreigingen tegen het koningshuis.

## Levensloop
Ferraiolo was een klerk aan het Napolitaanse hof. Historici leidden dit af uit de ambtelijke stijl waarin hij schreef. Ferraiolo schreef de geschiedenis van Napels neer zoals hij het met eigen ogen gezien had, zoals hij zelf schreef; voor historici was hij een bevoorrecht observator aan het hof. Details over het private leven van vorsten kende hij vrij goed. Ferraiolo schreef over zichzelf als een fidele servo of trouwe dienaar van het koningshuis Trastamara.

## Cronaca del Ferraiolo
Van hem is de kroniek Cronaca del Ferraiolo bekend. Het is het enige werk dat van hem bewaard is. Andere namen zijn Cronaca della Napoli aragonese en Cronaca figurata del Quattrocento.
Ferraiolo schreef deze kroniek in de jaren 1490-1498, de laatste jaren van zijn leven. Het werk wordt bewaard in de Morgan Library & Museum in de stad New York. Dit museum bezit naast de Cronaca del Ferraiolo nog andere manuscripten en kronieken uit het Middeleeuwse Napels. De Cronaca del Ferraiolo beslaat de periode 1423-1498. In 1423 deed Alfons V van Aragon van het Huis Trastamara zijn eerste triomfantelijke intrede in Napels. Het werk eindigt met een feest met koning Federik I (1498). Vijanden van het koningshuis omschreef Ferraiolo met laatdunkende termen. Zo viseerde hij Mehmet II, paus Innocentius VIII, Karel VIII en de baronnen die in opstand kwamen tegen Ferdinand I van Napels. Zijn kroniek is verlucht met talrijke illustraties.